# Alexandra Grund-Wittenberg
Alexandra Grund-Wittenberg (* 12. Juni 1971 in Duisburg) ist eine deutsche evangelische Theologin auf dem Gebiet des Alten Testaments.

## Leben
Sie studierte von 1990 bis 1998 evangelische Theologie, zeitweise Nebenfach Jüdische Studien in Wuppertal, Bochum, Naumburg an der Saale, Heidelberg und Tübingen. Sie legte 1998 das erste theologische Examen in der Evangelischen Kirche im Rheinland ab. Von 1998 bis 2000 war sie wissenschaftliche Mitarbeiterin am DFG-Projekt Die Tier- und Pflanzenwelt der Bibel. Von 2000 bis 2002 war sie Stipendiatin des DFG-Graduiertenkollegs Die Bibel – ihre Entstehung und ihre Wirkung in Tübingen. Von 2002 bis 2003 war sie wissenschaftliche Mitarbeiterin im Fach Evangelische Theologie in Siegen. Nach der Promotion 2003 an der Evangelisch-Theologischen Fakultät der Universität Tübingen war sie von 2003 bis 2009 wissenschaftliche Assistentin im Fach Evangelische Theologie in Siegen. Nach der Habilitation 2008 und Erwerb der venia legendi im Fach Altes Testament an der Evangelisch-Theologischen Fakultät der Universität Tübingen war sie von 2009 bis 2010 Akademische Oberrätin a. Z. in Siegen. Seit April 2010 lehrt sie als Professorin für Altes Testament an der Philipps-Universität Marburg.

## Schriften (Auswahl)
- als Herausgeberin: „Wie schön sind deine Zelte, Jakob!“. Beiträge zur Ästhetik des Alten Testaments (= Biblisch-theologische Studien. Band 60). Neukirchener, Neukirchen-Vluyn 2003, ISBN 3-7887-2003-4.
- „Die Himmel erzählen die Herrlichkeit Gottes“. Psalm 19 im Kontext der nachexilischen Toraweisheit (= Wissenschaftliche Monographien zum Alten und Neuen Testament. Band 103). Neukirchener, Neukirchen-Vluyn 2004, ISBN 3-7887-2042-5 (zugleich Dissertation, Tübingen 2003).
- Die Entstehung des Sabbats. Seine Bedeutung für Israels Zeitkonzept und Erinnerungskultur (= Forschungen zum Alten Testament. Band 75). Mohr Siebeck, Tübingen 2011, ISBN 978-3-16-150221-7 (zugleich Habilitationsschrift, Tübingen 2008).
- als Herausgeberin mit Florian Lippke und Annette Krüger: Ich will dir danken unter den Völkern (Ps 57,10). Studien zur israelitischen und altorientalischen Gebetsliteratur. Festschrift für Bernd Janowski zum 70. Geburtstag. Gütersloher Verl.-Haus, Gütersloh 2013, ISBN 3-579-08152-7.
- als Herausgeberin: Opfer, Geschenke, Almosen. Die Gabe in Religion und Gesellschaft. Verlag W. Kohlhammer, Stuttgart 2015, ISBN 3-17-024199-0.
- als Herausgeberin mit Ruth Poser: Die verborgene Macht der Scham. Ehre, Scham und Schuld im alten Israel, in seinem Umfeld und in der gegenwärtigen Lebenswelt (= Biblisch-theologische Studien. Band 173). Vandenhoeck & Ruprecht, Göttingen 2018, ISBN 3-7887-3248-2.